# Deus desconhecido
O deus desconhecido ou Agnostos Theos (em grego clássico: Ἄγνωστος Θεός) é uma teoria de Eduard Norden publicada pela primeira vez em 1913, que propõe, com base no discurso do Areópago do apóstolo cristão Paulo em Atos 17,23, que além dos doze deuses principais e das inúmeras divindades menores, os gregos antigos adoravam uma divindade que eles chamavam de "Agnostos Theos", ou seja: "Deus Desconhecido", que Norden chamou de "Não Grego". Em Atenas, havia um templo especificamente dedicado a esse deus e muitas vezes os atenienses juravam "em nome do Deus Desconhecido" (Νὴ τὸν Ἄγνωστον, Agnoston). Apolodoro, Filóstrato  e Pausânias escreveram sobre o deus desconhecido também.

## A obra
A obra está dividida em duas porções distintas e desiguais, sendo a primeira (p. 1-140) sobre o discurso de Paulo em Atenas, enquanto a segunda (p. 143-308) trata da investigação sobre a forma de oração e sobre Deus.
Na primeira parte, há uma discussão da autoria e fontes do Discurso de Areópago. A segunda parte traz a origem e significado do termo Agnostos Theos, além da história estilística da oração. Segundo seus estudos lexicográficos, o surgimento do termo não remontaria a um passado helênico, tendo se originado de outro povo. Há também uma examinação do modo como as divindades são referidas nas orações, com uma visão sobre a descoberta de testes formais que separariam elementos gregos e orientais nas escritas do Cristianismo e outras religiões sincréticas. Junto a isso, foi notada pelo autor a presença de um artigo em palavras escritas por hebreus em grego, ou que foram traduzidas do hebreu para o grego no particípio, remontando à investigação da origem do termo Agnostos Theos. A última parte (p. 311-387) são os apêndices, que tratam da composição dos Atos e a história de Apolônio. 

## Paulo em Atenas

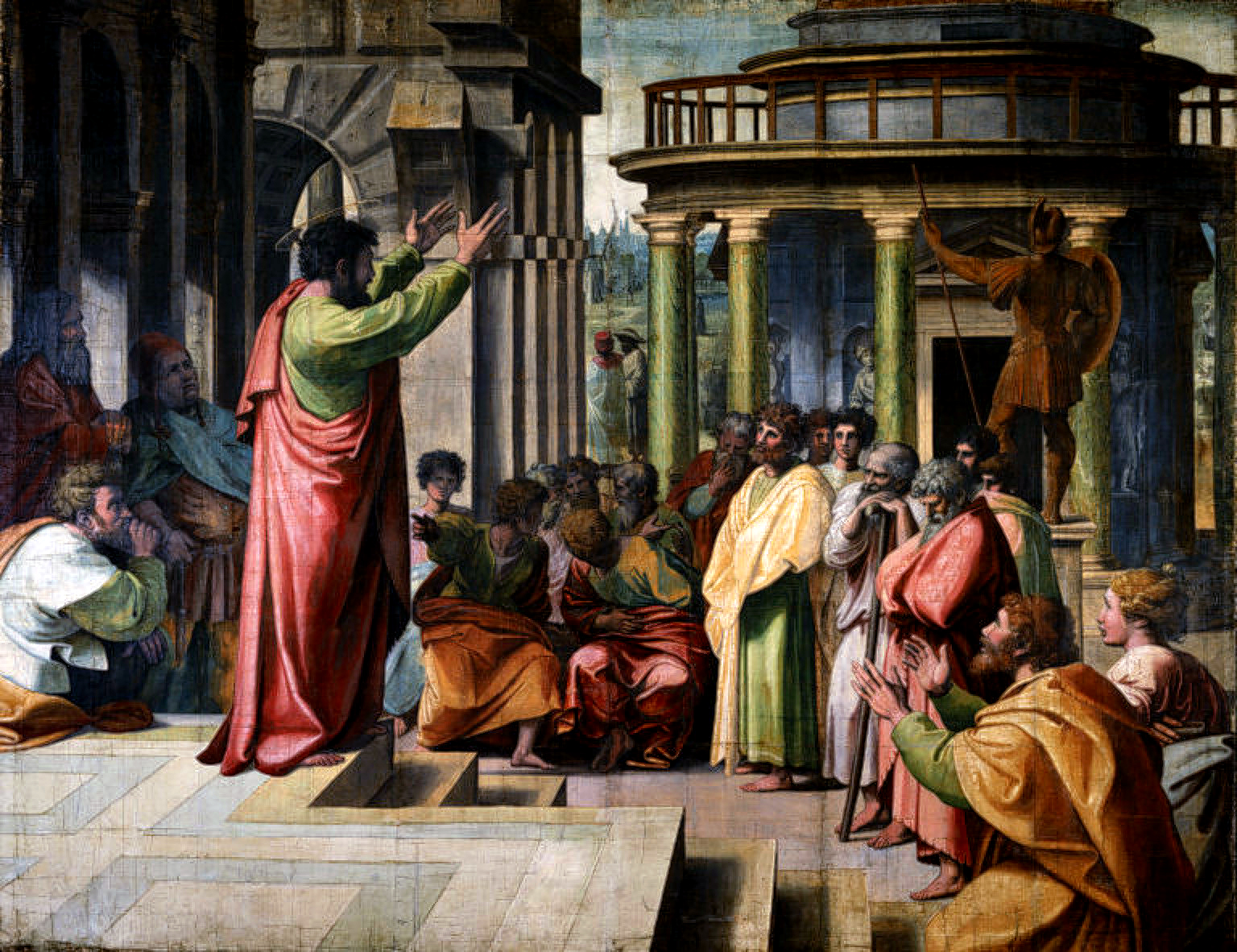
São Paulo ministrando o Sermão de Areópago em Atenas, por Rafael, 1515.

De acordo com o livro de Atos, contido no Novo Testamento cristão, quando o apóstolo Paulo visitou Atenas, ele viu um altar com uma inscrição dedicada a esse deus (possivelmente ligada ao caso ciloniano) e, quando convidado a falar à elite ateniense do Areópago, proferiu o seguinte discurso: 
 Atos 17, 22-31: 22 Paulo ficou no meio do Areópago e disse: “Vocês, homens de Atenas, percebo que são muito religiosos em todas as coisas. 23 Pois, enquanto eu passava adiante e observei os objetos de sua adoração, encontrei também um altar com esta inscrição: 'A UM DEUS DESCONHECIDO'. O que, portanto, você adora na ignorância, isto eu anuncio a você. 24 O Deus que fez o mundo e todas as coisas nele, ele, sendo o Senhor do céu e da terra, não habita em templos feitos com as mãos, 25 nem é servido pelas mãos dos homens, como se precisasse de alguma coisa, visto que ele próprio dá a toda vida e respiração, e todas as coisas. 26 Ele fez de um sangue toda nação de homens para habitar em toda a superfície da terra, tendo determinado as estações designadas e os limites de suas habitações, 27 para que procurassem o Senhor, se talvez pudessem alcançá-lo e encontrar ele, embora ele não esteja longe de cada um de nós. 28 Porque nele vivemos, nos movemos e temos o nosso ser. Como alguns de seus próprios poetas disseram: 'Porque também somos filhos dele'. 29 Sendo então descendentes de Deus, não devemos pensar que a Natureza Divina é como ouro, prata ou pedra, gravada pela arte e design do homem.30 Os tempos de ignorância, portanto, Deus negligenciaram. Mas agora ele ordena que todas as pessoas em todos os lugares se arrependam, 31 porque ele designou um dia em que julgará o mundo em justiça pelo homem a quem ele ordenou; dos quais deu segurança a todos os homens, na medida em que o ressuscitou dentre os mortos. ” 
 Como o Deus judaico não poderia ser nomeado, é possível que os ouvintes atenienses de Paulo considerassem seu Deus "o deus desconhecido por excelência". Seus ouvintes também podem ter entendido a introdução de um novo deus por alusões a Os Eumenides de Ésquilo ; a ironia seria que, assim como os Eumenides não eram deuses novos, mas as Erínias em uma nova forma, o Deus cristão também não era um deus novo, mas o deus que os gregos já adoravam como o Deus Desconhecido. Seu público também teria reconhecido as citações no versículo 28 como provenientes de Epimênides e Arato, respectivamente. 

## Arqueologia

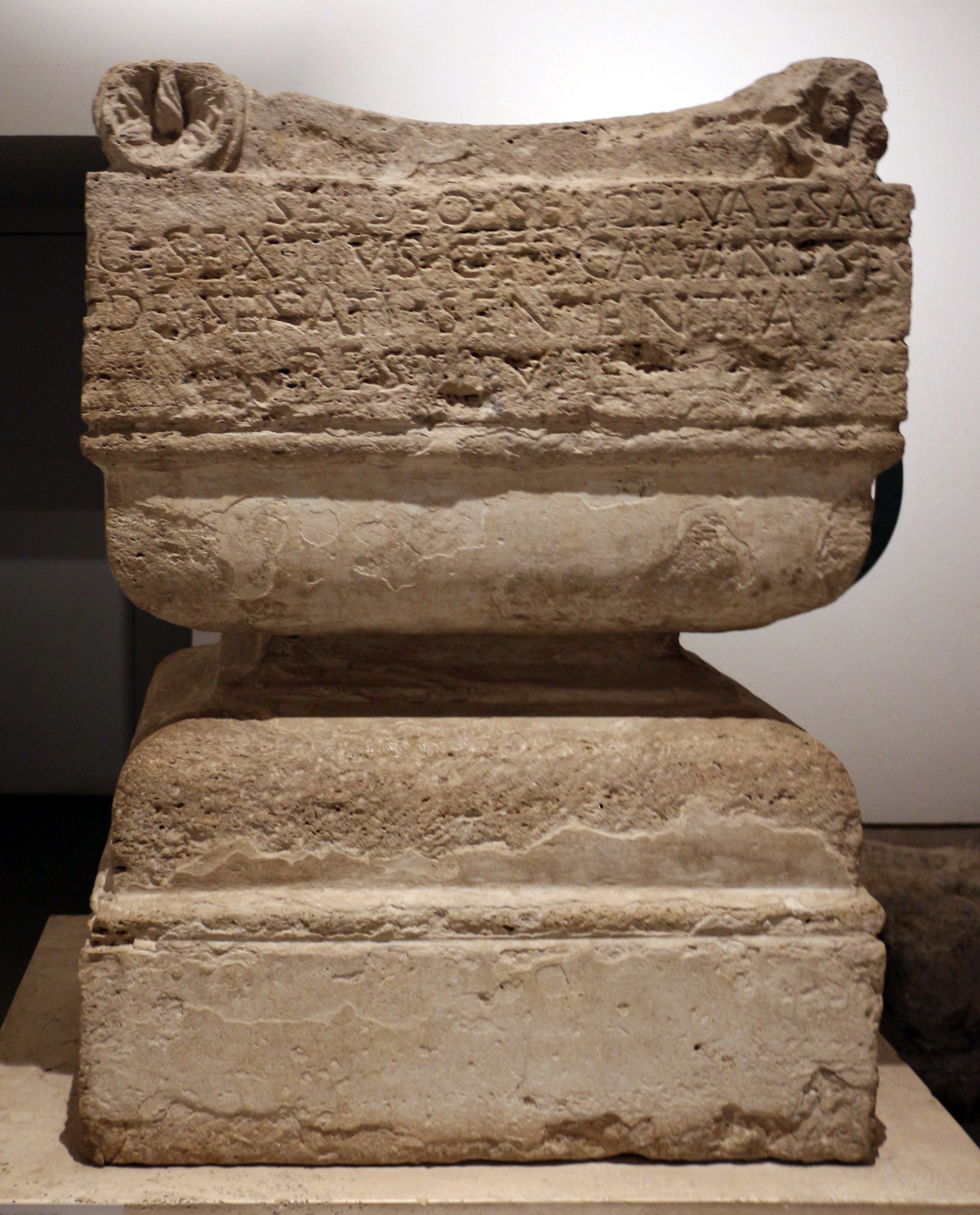
Altar para o deus desconhecido.

Há um altar dedicado ao Deus desconhecido encontrado em 1820 no Monte Palatino de Roma. Ele contém uma inscrição em latim que diz: 
```
SEI·DEO·SEI·DEIVAE·SAC
G·SEXTIVOS·C·F·CALVINVSPR
DE·SENATI·SENTENTIA
RESTITVIT 
```

Que poderia ser traduzido para o português como: "Para um deus ou uma deusa sagrada, Caius Sextius Calvinus, filho de Gaius, pretor por ordem do Senado, restaurou isso".
O altar está atualmente exposto no Museu Palatino.

## Críticas
No período de lançamento do livro, alguns críticos se opuseram à teoria de Norden. De acordo com artigo publicado na revista científica de Oxford The Journal of Theological Studies, em 1914, o estudo poderia ser visto como um ótimo compilado de conhecimentos variados sobre o estilo e literatura dos gregos. Todavia, o autor pecaria ao utilizar o discurso do apóstolo Paulo por si só, confundindo fatos logo em seu início, fatos esses que poderiam levar a investigação a um rumo completamente diferente. Segundo crítica de Ralph Tukey, da revista científica The American Journal of Philology, a obra foi conduzida num "espírito socrático". O crítico acredita que Norden se alonga demais na investigação sobre os vestígios hebraicos no uso do artigo quando em tempo particípio em momentos de tradução hebraico-grego (e vice versa), o que pareceria tentar transformar, por meio de evidências, exemplos linguísticos indubitavelmente gregos como não sendo de tal origem.
O autor também teria utilizado testes muito mais relacionados a demonstrações matemáticas do que as próprias relações e conceitos que as evidências naturalmente teriam. Tukey conclui sua crítica citando que: "A liberdade na qual o autor se permitiu seguir as ramificações de seu pensamento torna difícil que um revisor tenha uma ideia adequada dos conteúdos do livro.", referenciando, novamente, que o valor da obra estaria meramente nas observações literárias gregas e introdução de métodos mais exatos como fonte de crítica. Entretanto, ainda assim, o paralelo que tentaria fazer entre os discursos de Apolônio e do apóstolo Paulo com relação aos termos irmãos do "deus desconhecido" seria "absurdo" e as argumentações, fracas.